# Stilbotrochalus nitens
Stilbotrochalus nitens är en skalbaggsart som beskrevs av Hermann Julius Kolbe 1914. Stilbotrochalus nitens ingår i släktet Stilbotrochalus och familjen Melolonthidae. Inga underarter finns listade i Catalogue of Life.